# Planície europeia setentrional
A planície europeia setentrional é uma planície localizada no norte da Europa, parte da grande planície europeia. Cobre o oeste e o norte da França, Bélgica, Holanda, norte da Alemanha, maior parte da Polônia e sul da Escandinávia. Delimitada ao norte pelos mares Norte e Báltico até o planalto da Europa Central no sul.

Localização da planície europeia setentrional